# Abideno
Abideno (em grego: Αβυδηνός; romaniz.: Abydēnós) foi um historiador da Antiguidade Clássica, cujo vida é incerta. É sabido que escreveu uma história sobre a Assíria (Ἀσσυριακά), que sobreviveu apenas em fragmentos citados por Eusébio de Cesareia, Cirilo de Alexandria e Jorge Sincelo. Segundo Cirilo, a obra foi escrita em dialeto jônico. Fez uso da Índica de Megástenes (século IV a.C.), a Babiloníaca de Beroso (século III a.C.) e a Caldeia de Alexandre, o Polímata (fl.  80–40 a.C.). O primeiro escritor a citá-lo foi Eusébio de Cesareia, escrevendo por volta de 300 d.C.. Abideno poderia ter vivido em qualquer ponto entre essas datas, mas provavelmente trabalhou durante a segunda sofística nos séculos II e III.